# Bonifaz Rauch

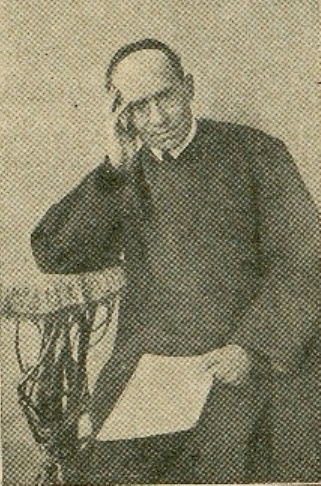
Bonifaz Rauch (1924)

Bonifaz Rauch OSB (* 22. Dezember 1873 in Amberg als Simon Rauch; † 28. April 1949 in Metten) war ein deutscher Benediktinerpater und Studienprofessor im Kloster Metten. Er verfasste Gedichte und Bühnenstücke überwiegend erbaulichen Charakters. In Vilsbiburg ist eine Straße nach ihm benannt.

## Werke
- Der selige Utto. Religiöse Kantate mit lebenden Bildern (1911, Musik von Max Kanzlsperger)
- Tod und Sterben in der modernen Lyrik: eine literarische Studie mit einer Beigabe eigener Gedichte (1912)
- Vilsbiburger Liebfrauen-Festspiel jährlich aufgeführt 1922 bis 1932 (Musik von Heinrich Kaspar Schmid, Inszenierung von Expeditus Schmidt, Bühnenbilder von Joseph Elsner junior)[2]
- Der Rattenfänger von Hameln (1925, Musik von Simon Breu)
- Teeprinzessin. Oper für die Jugend in 5 Akten nach einem Märchen von Elisabeth Dauthendey (1927, Musik von Simon Breu)
- Waldweihnacht. Weihnachtsmärchenspiel in einem Aufzug (1928, Musik von Mayer)
- Vilsbiburg. Ein kulturhistorisches Heimatspiel aus Niederbayern in 3 Akten. Festspiel anlässlich der Stadterhebung von Vilsbiburg 1929 (Musik von Erhard Kutschenreuter)
- Der Karfunkel. Romantisches Lustspiel in 4 Aufzügen (1930)
- Festspiel zum 300jährigen Wallfahrts-Jubiläum auf dem Mariahilfberg in Amberg (1934, Musik von Wiltrude Jungbauer)
- Lied zu Ehren des seligen Konrad von Parzham (Musik von Erhard Kutschenreuter)